# جيوفاني سبيرانزا
جيوفاني سبيرانزا (بالإيطالية: Giovanni Speranza) هو لاعب كرة قدم إيطالي في مركز الوسط، ولد في 6 مارس 1982 في غيسن في ألمانيا. لعب مع آينتراخت فرانكفورت وسلافيا صوفيا وفالدهوف مانهايم وماينتس 05 ونادي مونزا.

## وصلات خارجية
- جيوفاني سبيرانزا على موقع قاعدة بيانات كرة القدم.إي يو (الإنجليزية)
- جيوفاني سبيرانزا على موقع بيانات كرة القدم. دي إي (الألمانية)
- جيوفاني سبيرانزا على موقع عالم كرة القدم.نت (الإنجليزية)